# Гура-Солчій
Гура-Солчій (рум. Gura Solcii) — село у повіті Сучава в Румунії. Входить до складу комуни Гренічешть.
Село розташоване на відстані 367 км на північ від Бухареста, 18 км на північний захід від Сучави, 132 км на північний захід від Ясс.

## Населення
За даними перепису населення 2002 року у селі проживали 745 осіб, усі — румуни. Усі жителі села рідною мовою назвали румунську.